# Руки Орлака
«Руки Орлака» (нем. Orlac’s Hände, 1924) — фильм снятый по одноименному роману Мориса Ренара. В СССР фильм шёл с 1927 года под названием «Пляска нервов» («Путь страданий художника»). Самая ранняя экранизация романа и наиболее близкая к первоисточнику. 

## Сюжет
В железнодорожной катастрофе пианист Поль Орлак (Конрад Фейдт) теряет обе руки. Хирург заменяет их руками только что гильотинированного преступника Вассера. Орлак впадает в панику, как только узнает о хирургических манипуляциях. В нём неожиданно просыпаются инстинкты убийцы. Отец Орлака (Фриц Штрассны) через некоторое время заколот ножом, которым пользовался Вассер. Этот нож испачкан отпечатками убийцы. Будучи в смятении, Орлак доверяется человеку, выдающему себя за воскресшего Вассера и требует высокое вознаграждение за ампутированные руки. Но вскоре правда выясняется: Неро (Фриц Кортнер), друг Вассера, брал нож в резиновых перчатках, на которые были наложены отпечатки рук Вассера. Неро арестовывают как убийцу и шантажиста. У Орлака наконец-то появляются новые "чистые"  руки, чему он безмерно рад.

## В ролях
- Конрад Фейдт
- Александра Зорина
- Кармен Картельерри
- Фриц Кортнер
- Пауль Асконас
- Фриц Штрассны